# Bannay (Marne)
Pour les articles homonymes, voir Bannay.
Bannay est une commune française, située dans le département de la Marne en région Grand Est.

## Géographie

### Localisation
Bannay se trouve à l'ouest du département de la Marne, en région Grand Est. La commune appartient à la région agricole de la Brie champenoise.
La commune de Bannay s'étend sur une superficie de 706 hectares.
Par la route, Bannay se situe à 53 km de Châlons-en-Champagne, préfecture, à 31 km d'Épernay, sous-préfecture, et à 35 km de Dormans, bureau centralisateur du canton de Dormans-Paysages de Champagne dont dépend Bannay depuis 2015. La commune fait en outre partie du bassin de vie de Montmirail, commune distante de 17 km par la route.
Bannay est limitrophe de 5 communes :
|                   | `Fromentières |                  |
| Le Thoult-Trosnay | Bannay        | Baye             |
| Corfélix          |               | Talus-Saint-Prix |

### Géologie et relief

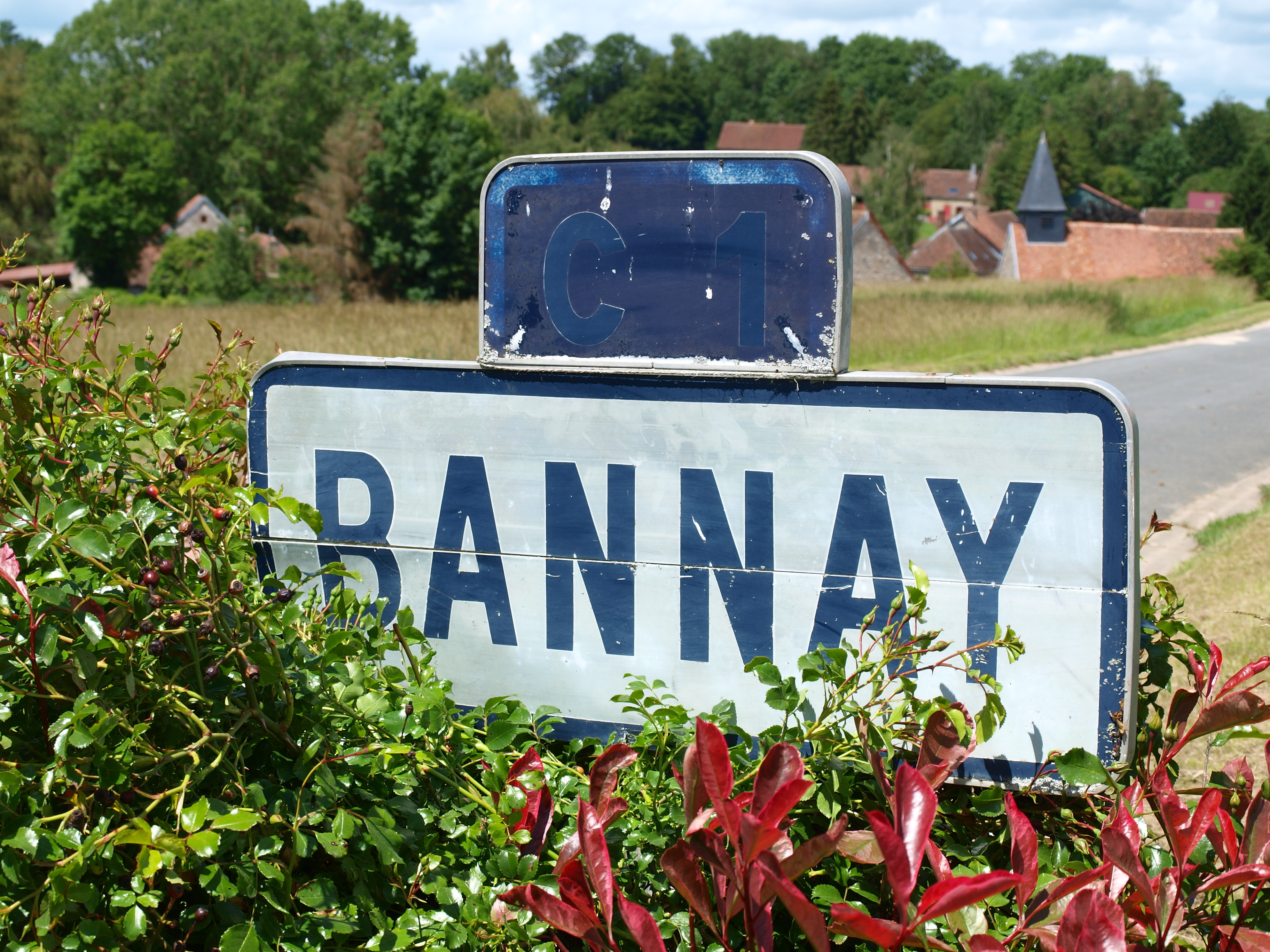
Panneau d'entrée dans le village.

Sur son territoire, l'altitude varie de 137 à 224 mètres. Au nord, le relief s'élève pour dépasser les 220 mètres et atteindre le point culminant de la commune.
Situé à environ 195 mètres d'altitude, le village de Bannay se trouve dans une petite vallée formée par le ru aux Renards (ou ru de Bannay).
Au sud du village, l'altitude s'élève également (jusqu'à 221 mètres) avant de redescendre en direction de la vallée du Petit Morin, qui passe au sud de la commune à moins de 140 mètres d'altitude. Les pentes en direction du Petit Morin sont occupées par la forêt domaniale du Reclus.

### Hydrographie

#### Réseau hydrographique
La commune est dans la région hydrographique « la Seine de sa source au confluent de l'Oise (exclu) » au sein du bassin Seine-Normandie. Elle est drainée par le Petit Morin, le cours d'eau 01 de la commune de Bannay et le ru de Bannay,.
Le Petit Morin, d'une longueur de 86 km, prend sa source dans la commune de Val-des-Marais et se jette dans la Marne à La Ferté-sous-Jouarre, après avoir traversé 29 communes. Les caractéristiques hydrologiques de le Petit Morin sont données par la station hydrologique située sur la commune de Bannay. Le débit moyen mensuel est de 1,06 m3/s. Le débit moyen journalier maximum est de 11,6 m3/s, atteint lors de la crue du 3 février 2020. Le débit instantané maximal est quant à lui de 13,2 m3/s, atteint le 5 mars 2020.

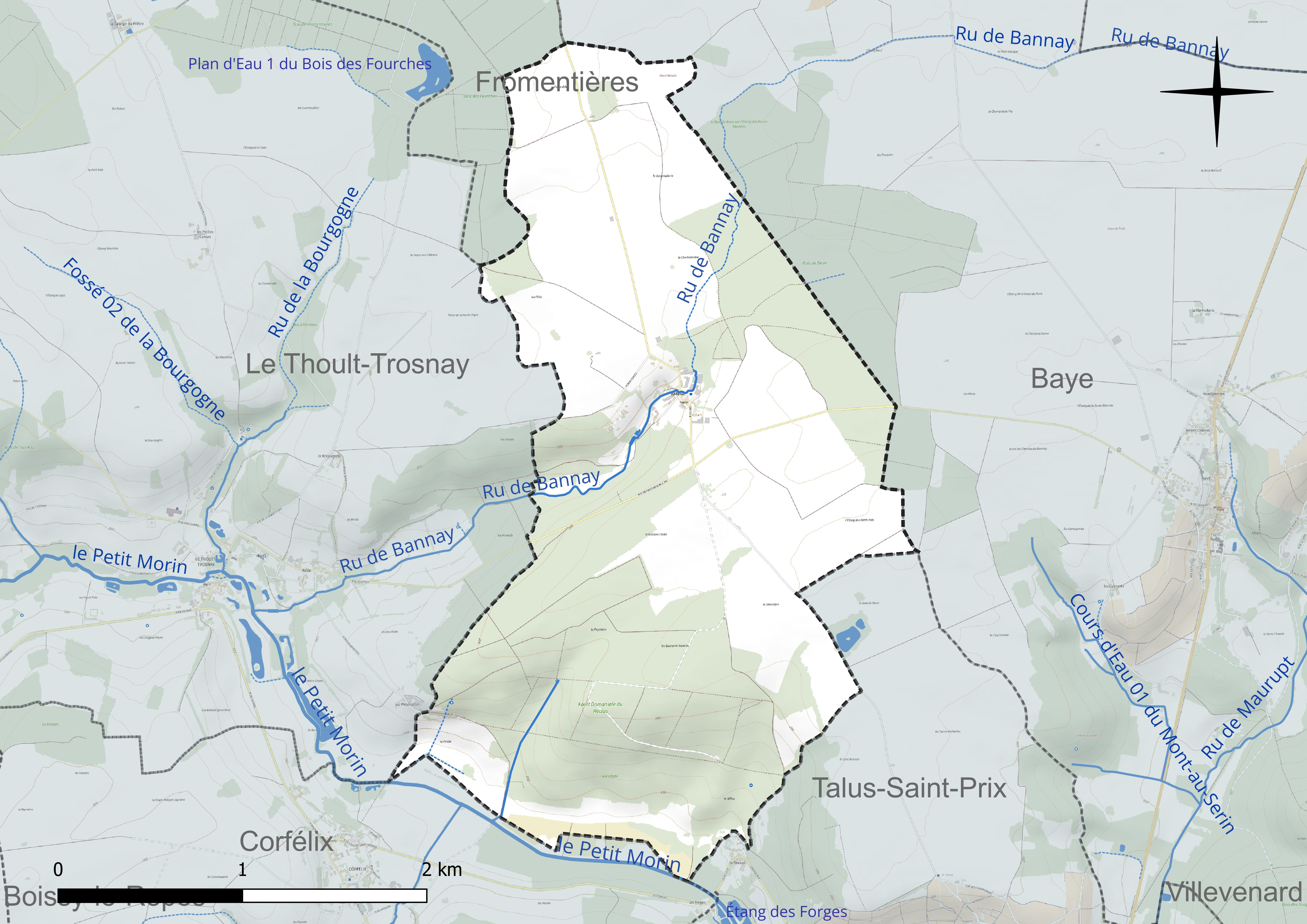
Réseau hydrographique de Bannay.

#### Gestion et qualité des eaux
Le territoire communal est couvert par le schéma d'aménagement et de gestion des eaux (SAGE) « Petit et Grand Morin ». Ce document de planification concerne le territoire des bassins versants du Petit Morin (630 km2) et du Grand Morin (1 185 km2) et se répartit sur trois départements (la Marne, l'Aisne et la Seine-et-Marne). Il a été approuvé le 21 octobre 2016. La structure porteuse de l'élaboration et de la mise en œuvre est le Syndicat mixte d'aménagement et de gestion des eaux (SMAGE) - EPAGE. 
La qualité des cours d’eau peut être consultée sur un site dédié géré par les agences de l’eau et l’Agence française pour la biodiversité. 

### Climat
Pour des articles plus généraux, voir Climat du Grand Est et Climat de la Marne.
En 2010, le climat de la commune est de type climat océanique dégradé des plaines du Centre et du Nord, selon une étude du Centre national de la recherche scientifique s'appuyant sur une série de données couvrant la période 1971-2000. En 2020, Météo-France publie une typologie des climats de la France métropolitaine dans laquelle la commune est exposée à un climat océanique altéré et est dans la région climatique  Nord-est du bassin Parisien, caractérisée par un ensoleillement médiocre, une pluviométrie moyenne régulièrement répartie au cours de l’année et un hiver froid (3 °C). 
Pour la période 1971-2000, la température annuelle moyenne est de 10,4 °C, avec une amplitude thermique annuelle de 15,5 °C. Le cumul annuel moyen de précipitations est de 768 mm, avec 12,7 jours de précipitations en janvier et 8,2 jours en juillet. Pour la période 1991-2020, la température moyenne annuelle observée sur la station météorologique de Météo-France la plus proche, « Esternay-Man », sur la commune d'Esternay à 18 km à vol d'oiseau, est de 10,9 °C et le cumul annuel moyen de précipitations est de 780,5 mm. 
La température maximale relevée sur cette station est de 42,5 °C, atteinte le 25 juillet 2019 ; la température minimale est de −25 °C, atteinte le 14 février 1956,,. 
Les paramètres climatiques de la commune ont été estimés pour le milieu du siècle (2041-2070) selon différents scénarios d'émission de gaz à effet de serre à partir des nouvelles projections climatiques de référence DRIAS-2020. Ils sont consultables sur un site dédié publié par Météo-France en novembre 2022.

### Milieux naturels et biodiversité
L'Inventaire national du patrimoine naturel (INPN) recense 347 espèces sur le territoire de la commune, dont 42 espèces protégées et 12 espèces menacées.
Bannay compte une zone naturelle d'intérêt écologique, faunistique et floristique (ZNIEFF) de type I, le « vallon boisé du ru aux Renards entre Bannay et Belin », à l'ouest de la commune. Le fond de ce vallon est occupé par divers habitats : une aulnaie-frênaie autour du ru aux Renards, une aulnaie marécageuse autour de sources et une chênaie-frênaie en bas des pentes. La pente exposée au nord-ouest est couverte par une forêt mésoneutrophile diverse (chêne pédonculé, érable champêtre, frêne, merisier, orme de montagne, tilleul à grandes feuilles). Son tapis herbacé, abondant en ornithogale des Pyrénées, est remarquable par la présence de l'épipactis pourpre noirâtre et l'hellébore vert. À l'opposé, la pente exposée au sud-est accueille une pelouse pâturée mésophile.

## Urbanisme

### Typologie
Au 1er janvier 2024, Bannay est catégorisée commune rurale à habitat très dispersé, selon la nouvelle grille communale de densité à sept niveaux définie par l'Insee en 2022.
Elle est située hors unité urbaine et hors attraction des villes,.

### Occupation des sols
L'occupation des sols de la commune, telle qu'elle ressort de la base de données européenne d’occupation biophysique des sols Corine Land Cover (CLC), est marquée par l'importance des territoires agricoles (51 % en 2018), une proportion identique à celle de 1990 (51 %). La répartition détaillée en 2018 est la suivante : terres arables (50,8 %), forêts (46,9 %), zones humides intérieures (2,1 %), prairies (0,2 %).
L'évolution de l’occupation des sols de la commune et de ses infrastructures peut être observée sur les différentes représentations cartographiques du territoire : la carte de Cassini (XVIIIe siècle), la carte d'état-major (1820-1866) et les cartes ou photos aériennes de l'IGN pour la période actuelle (1950 à aujourd'hui).

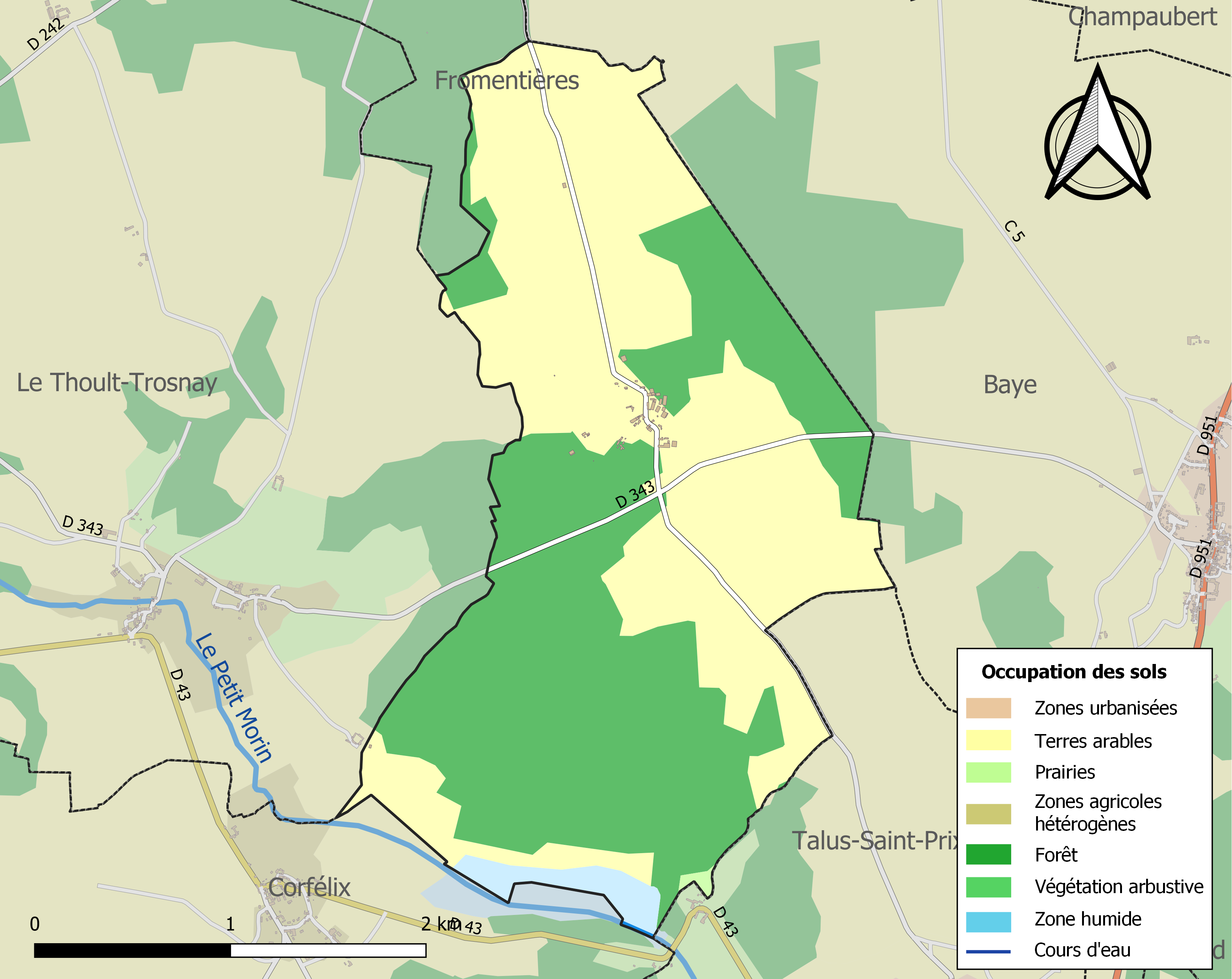
Carte des infrastructures et de l'occupation des sols de la commune en 2018 (CLC).

### Habitat et logement
En 2021, Bannay compte 15 logements. Ces logements sont à 86 % des maisons ; la commune ne comptant que deux appartements. En raison de la prévalence des maisons, les résidences principales de Bannay disposent en moyenne de 4,9 pièces.
Le tableau ci-dessous présente une comparaison de quelques indicateurs chiffrés du logement pour Bannay, la communauté de communes des Paysages de la Champagne (CCPC), le département de la Marne et la France entière :
|                                                            | Bannay | CCPC   | Marne   | France     |
| ---------------------------------------------------------- | ------ | ------ | ------- | ---------- |
| Ensemble des logements                                     | 15     | 11 470 | 300 919 | 37 155 918 |
| Part des résidences principales (en %)                     | 70,8   | 80,9   | 87,5    | 82,2       |
| Part des résidences secondaires (en %)                     | 29,2   | 5,8    | 3,4     | 9,7        |
| Part des logements vacants (en %)                          | 0,0    | 13,4   | 9,1     | 8,1        |
| Part des propriétaires de leur résidence principale (en %) | 90,9   | 76,4   | 52,2    | 57,5       |

À Bannay, en 2021, 70,8 % des logements sont des résidences principales, 29,2 % des résidences secondaires et aucun logement n'est vacant. Par ailleurs, 90,9 % des ménages sont propriétaires de leur résidence principale. Bannay se démarque alors par un nombre largement supérieur à la moyenne de résidences secondaires et de ménages propriétaires de leur résidence principale.
Parmi les 11 résidences principales construites avant 2019, 45,5 % avaient été construites avant 1919, 18,2 % entre 1946 et 1970, 18,2 % entre 1971 et 1990 et 18,2  % entre 2006 et 2018.
Le tableau ci-dessous présente l'évolution du nombre de logements sur le territoire de la commune, par catégorie, depuis 1968 :
|                        | 1968 | 1975 | 1982 | 1990 | 1999 | 2010 | 2015 | 2021 |
| ---------------------- | ---- | ---- | ---- | ---- | ---- | ---- | ---- | ---- |
| Résidences principales | 9    | 6    | 6    | 9    | 9    | 10   | 9    | 11   |
| Résidences secondaires | 3    | 4    | 6    | 4    | 5    | 5    | 5    | 4    |
| Logements vacants      | 2    | 4    | 1    | 1    | 2    | 0    | 0    | 0    |
| Total                  | 14   | 14   | 13   | 14   | 16   | 15   | 14   | 15   |

### Voies de communication et transports
Bannay est située à l'écart des principaux axes routiers locaux, la RD933 (ancienne RN33) qui passe à Fromentières au nord et la RD951 (ancienne RN51) qui passe à Baye à l'est. Bannay est reliée à cette dernière par la route départementale 343, qui passe au sud du village et dessert également Le Thoult-Trosnay à l'ouest.

## Toponymie
Le nom de la localité est attesté sous les formes Baslanellum (1124-1130) ; Baanellum (1122-1145) ; Banel (1162) ; Baenel (1168) ; Baanel (1171) ; Bahanellum (1175) ; Baneel (1200) ; Beannay, Baanay (vers 1252) ; Baanniel (1258) ; Bannel (1383) ; Bainet (1556) ; Banay-en-Champagne (1734).

## Politique et administration

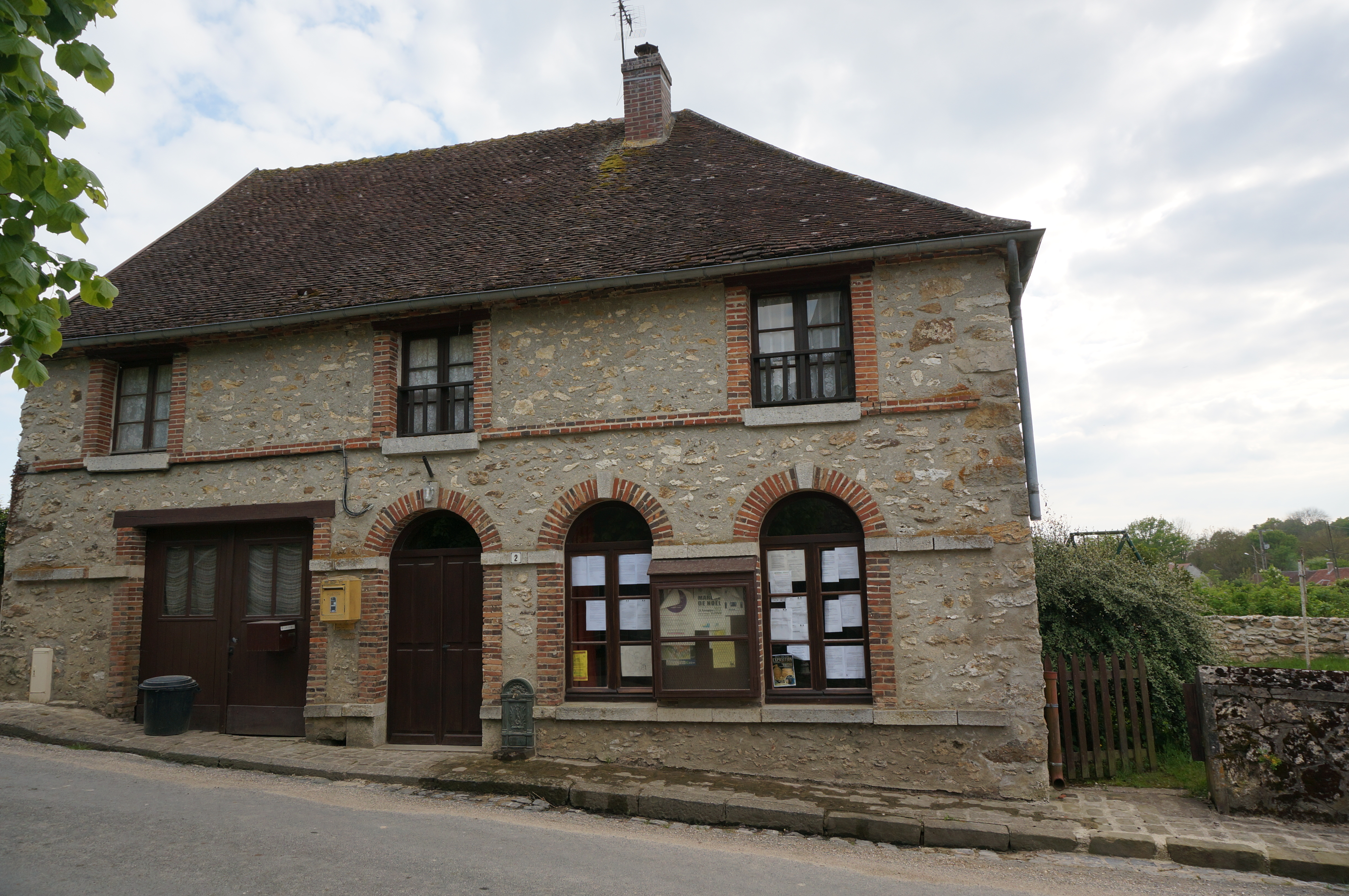
La mairie.

| Période                                  | Période                      | Identité       | Étiquette | Qualité                         |
| ---------------------------------------- | ---------------------------- | -------------- | --------- | ------------------------------- |
| Les données manquantes sont à compléter. |                              |                |           |                                 |
| 1989                                     | 2008                         | François Curfs |           |                                 |
| 2008                                     | En cours (au 4 juillet 2014) | Muguette Curfs |           | Réélue pour le mandat 2014-2020 |

## Équipements et services publics

### Eau et déchets
L'approvisionnement en eau potable et l'assainissement des eaux usées sont des compétences de la communauté de communes des Paysages de la Champagne. La commune de Bannay est alimentée en eau potable par les captages du Thoult-Trosnay. La production et la distribution d'eau potable font l'objet d'une délégation de service public confiée à Suez jusqu'en 2029. L'assainissement y est non collectif et assuré en régie par la communauté de communes.
La communauté de communes est également compétente en matière de déchets. La collecte des ordures ménagères résiduelles et des déchets recyclables est réalisée en porte à porte. La communauté de commune adhérant au syndicat de valorisation des ordures ménagères de la Marne (SYVALOM), ces déchets sont amenés au centre de transfert départemental de Pierry puis valorisés sur le site de La Veuve. La collecte du verre et des textiles se fait en apport volontaire. La communauté de communes met par ailleurs six déchèteries à disposition de ses habitants, accessibles après création d'une carte d'accès : à Châtillon-sur-Marne, Damery-Venteuil, Fèrebrianges, Mareuil-le-Port, Montmort-Lucy et Trélou-sur-Marne.

### Enseignement
Bannay fait partie de l'académie de Reims.
Les enfants de Bannay sont accueillis au sein des écoles de Congy. Installées rue des Prés, les écoles sont fréquentées par 37 élèves de maternelle et 57 élèves d'élémentaire (chiffres 2024-2025)
Les jeunes de Bannay sont ensuite rattachés au collège Lucie Aubrac de Montmort-Lucy et au lycée La Fontaine du Vé de Sézanne.

### Postes et télécommunications
Une boîte aux lettres de La Poste se trouve sur le territoire de la commune, rue du Nid. Le bureau de poste le plus proche est l'agence postale communale de Baye, à environ 3 km de Bannay.

### Justice, sécurité et secours
Du point de vue judiciaire, Bannay relève du conseil de prud'hommes d'Épernay, du tribunal de commerce de Reims, du tribunal judiciaire, du tribunal paritaire des baux ruraux et du tribunal pour enfants de Châlons-en-Champagne, dans le ressort de la cour d'appel de Reims. Pour le contentieux administratif, la commune dépend du tribunal administratif de Châlons-en-Champagne et de la cour administrative d'appel de Nancy.
Bannay est située en secteur Gendarmerie nationale et dépend de la brigade d'Étoges.
En matière d'incendie et de secours, le centre d'incendie et de secours le plus proche est celui de Montmort, dépendant du Service départemental d'incendie et de secours (SDIS) de la Marne.

## Population et société

### Démographie
L'évolution du nombre d'habitants est connue à travers les recensements de la population effectués dans la commune depuis 1793. Pour les communes de moins de 10 000 habitants, une enquête de recensement portant sur toute la population est réalisée tous les cinq ans, les populations de référence des années intermédiaires étant quant à elles estimées par interpolation ou extrapolation. Pour la commune, le premier recensement exhaustif entrant dans le cadre du nouveau dispositif a été réalisé en 2006.

En 2022, la commune comptait 23 habitants, en évolution de +21,05 % par rapport à 2016 (Marne : −1,19 %, France hors Mayotte : +2,11 %).
| 1793 | 1800 | 1806 | 1821 | 1831 | 1836 | 1841 | 1846 | 1851 |
| ---- | ---- | ---- | ---- | ---- | ---- | ---- | ---- | ---- |
| 57   | 71   | 65   | 67   | 67   | 80   | 78   | 75   | 66   |

| 1856 | 1861 | 1866 | 1872 | 1876 | 1881 | 1886 | 1891 | 1896 |
| ---- | ---- | ---- | ---- | ---- | ---- | ---- | ---- | ---- |
| 68   | 70   | 70   | 54   | 72   | 55   | 70   | 69   | 61   |

| 1901 | 1906 | 1911 | 1921 | 1926 | 1931 | 1936 | 1946 | 1954 |
| ---- | ---- | ---- | ---- | ---- | ---- | ---- | ---- | ---- |
| 58   | 56   | 54   | 51   | 59   | 42   | 43   | 45   | 33   |

| 1962 | 1968 | 1975 | 1982 | 1990 | 1999 | 2006 | 2011 | 2016 |
| ---- | ---- | ---- | ---- | ---- | ---- | ---- | ---- | ---- |
| 27   | 26   | 18   | 20   | 26   | 27   | 23   | 16   | 19   |

| 2021 | 2022 | - | - | - | - | - | - | - |
| ---- | ---- | - | - | - | - | - | - | - |
| 22   | 23   | - | - | - | - | - | - | - |

### Cultes
Pour le culte catholique, Bannay dépend de la paroisse Saint-Alpin - Le Surmelin, au sein du diocèse de Châlons-en-Champagne.

### Médias
La presse écrite régionale comprend le quotidien L'Union et l'hebdomadaire L'Hebdo du vendredi.
Parmi les stations de radio locales, il est possible de citer Ici Champagne-Ardenne et Champagne FM.

## Culture locale et patrimoine

### Lieux et monuments
- Église Saint-Ferréol.
- Dolmen du Reclus[43]. En venant de Talus-Saint-Prix, un panneau signale la présence de ce dolmen. Il s'agit en fait d'une allée couverte érigée entre 2500 av.J.-C. et 1800 av. J.-C. qui tenait lieu de sépulture collective. Cette allée, qui était probablement plus longue qu'aujourd'hui, formait un véritable tumulus. Les fouilles effectuées en 1931 par l'abbé Favret ont mis au jour des outils et des ossements enchevêtrés.
- Mémorial à la division Lagrange, campagne de France (1814).
- Lavoir derrière l'église.

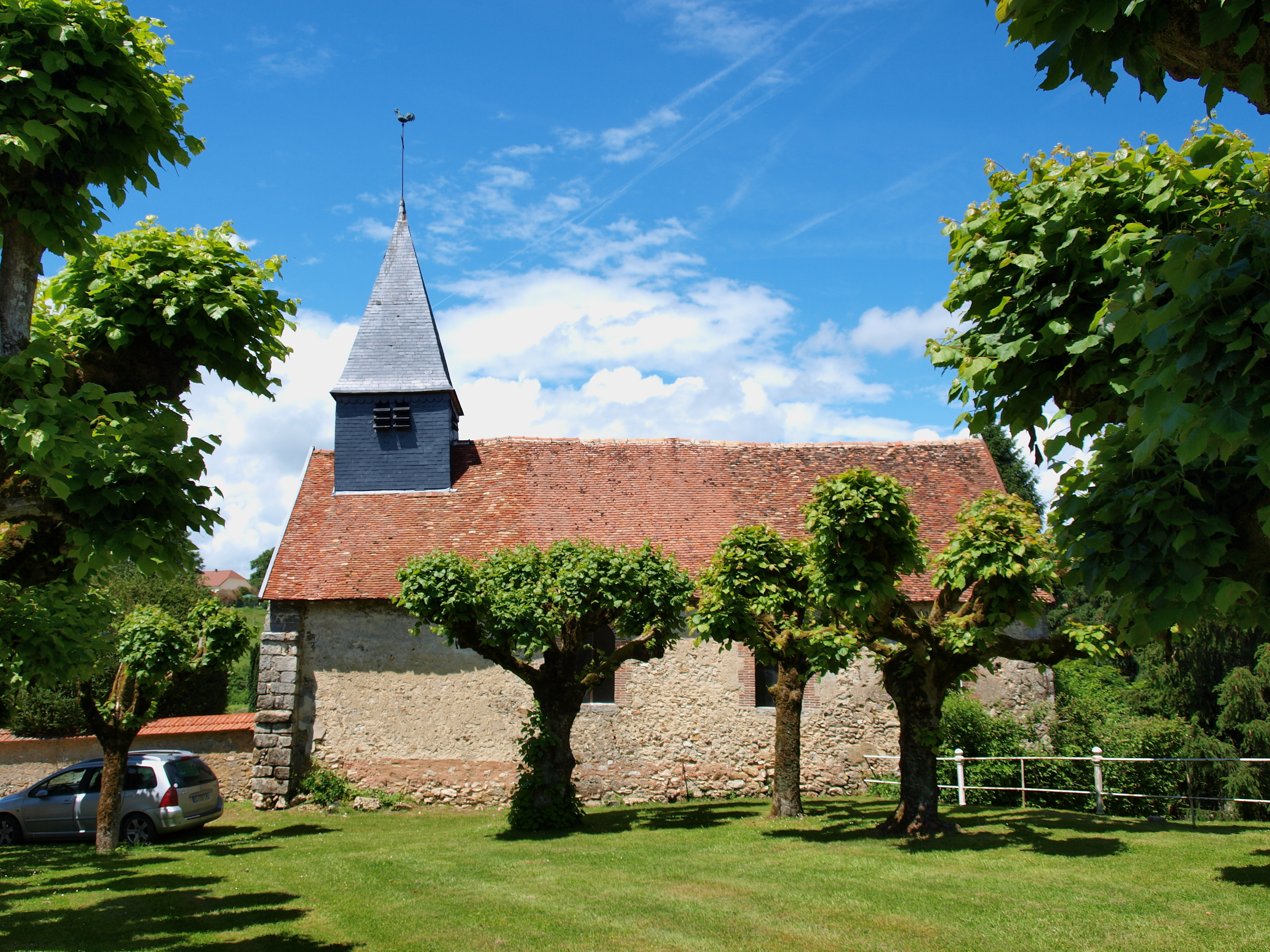
L'église.
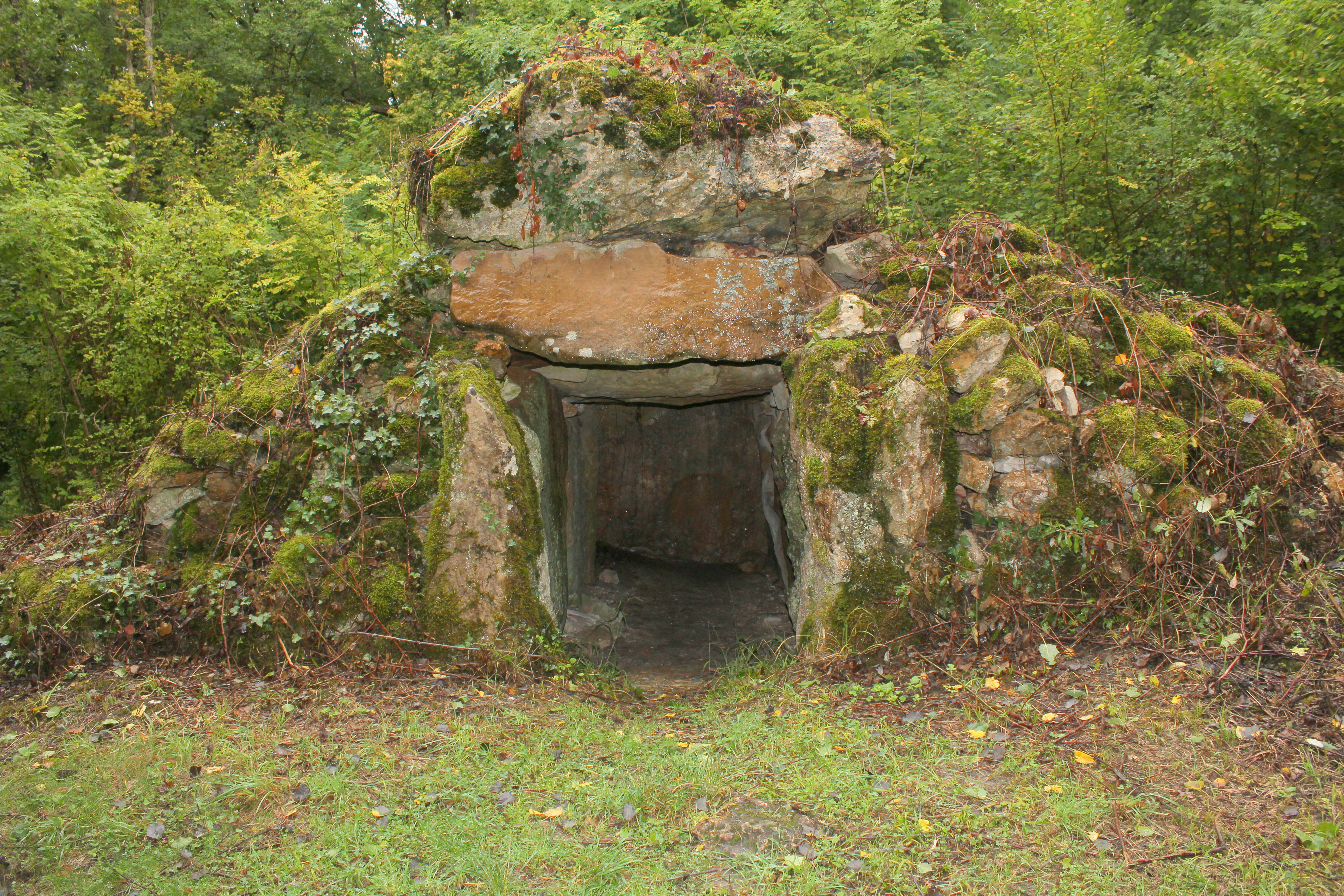
Le dolmen du Reclus.
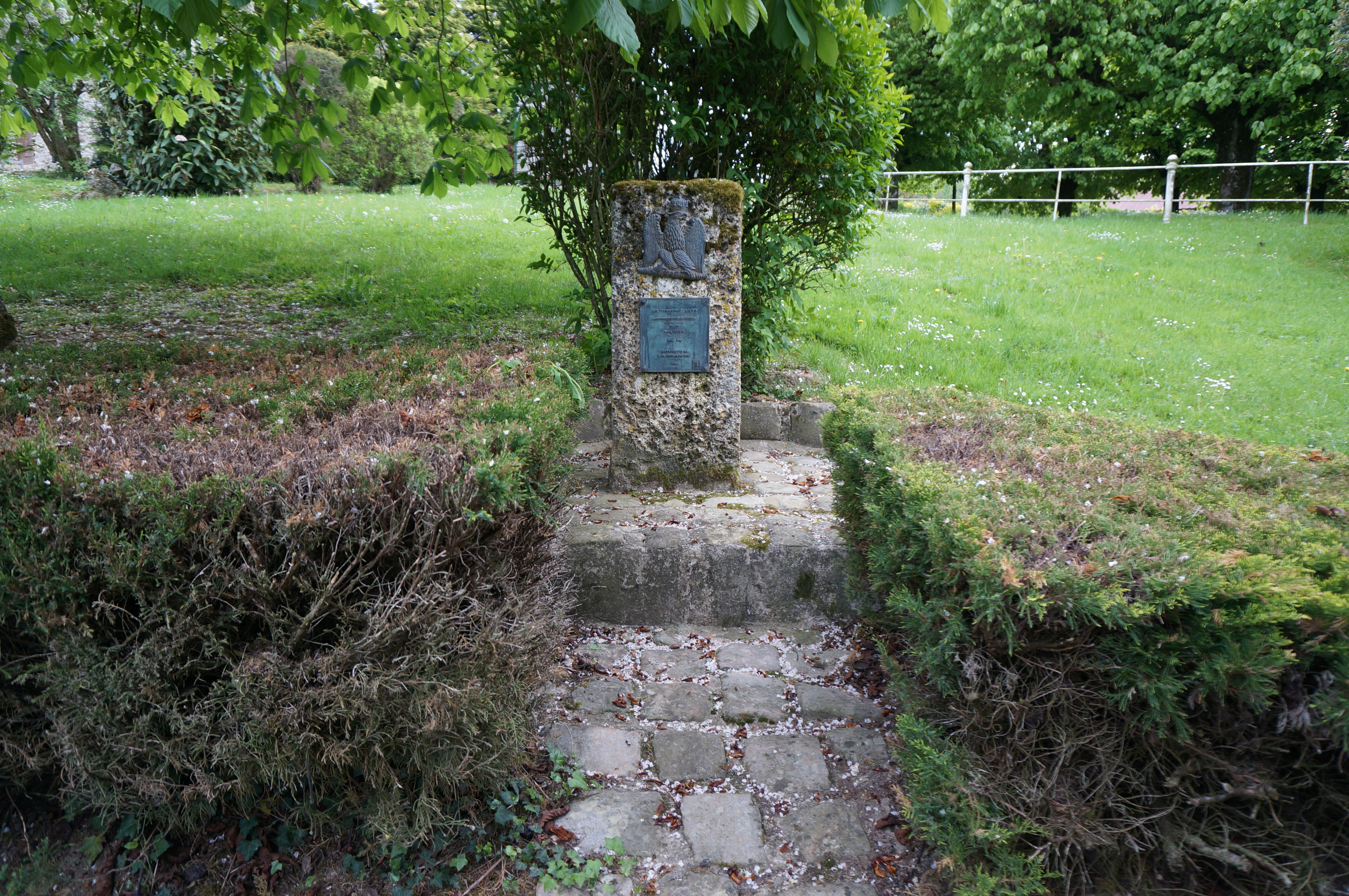
Mémorial à la division Lagrange.
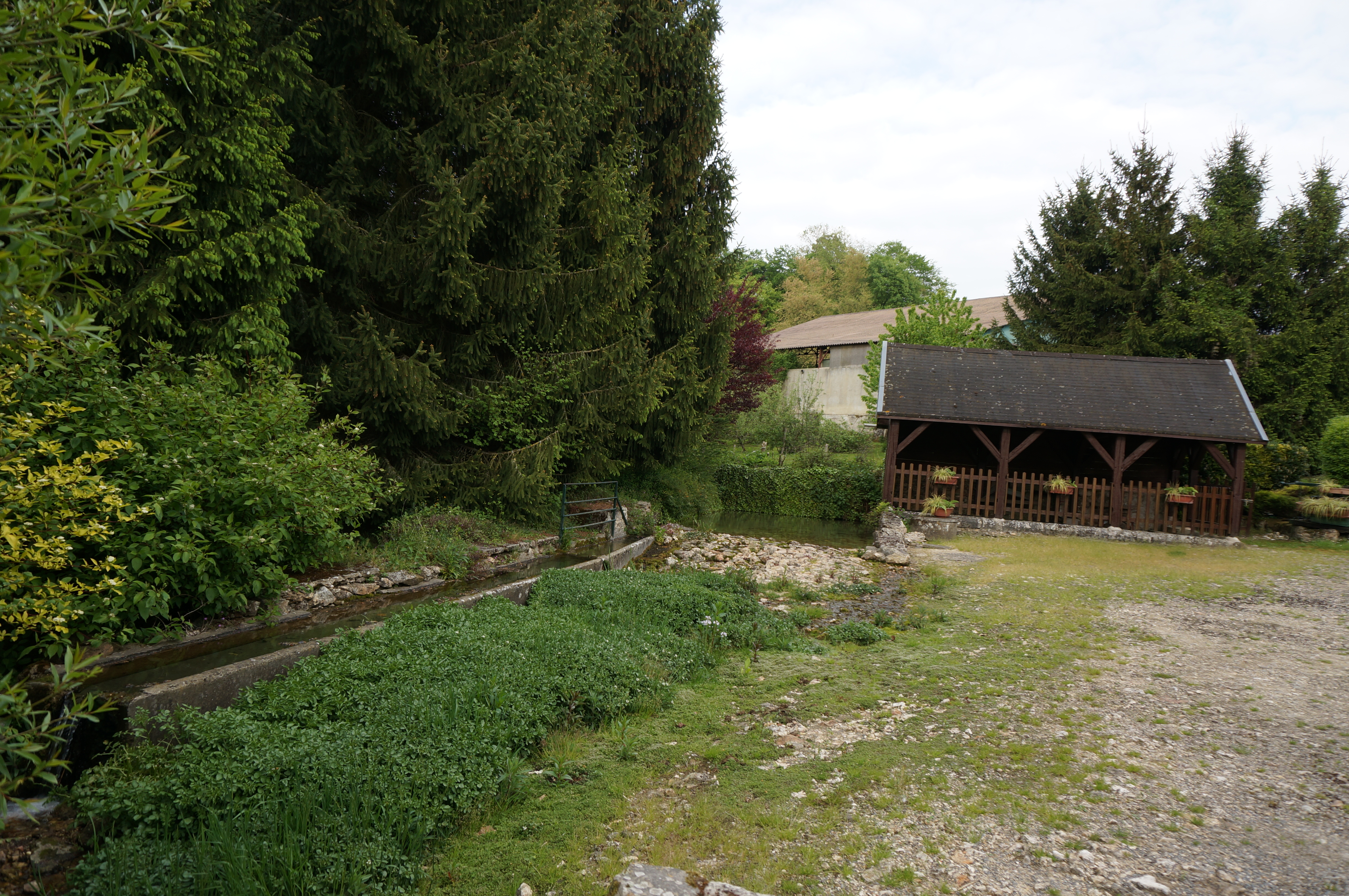
Le lavoir.

### Personnalités liées à la commune
- Francis Latreille (né en 1948 dans le Loiret), photographe et peintre.